# 青木精太郎
青木 精太郎（あおき せいたろう、1906年2月27日 - 1991年7月13日）は日本の鉄道技術者、実業家。京阪電気鉄道社長、京福電気鉄道会長などを務めた。

## 生涯
岡山県岡山市出身。旧制岡山中学校（在学中に第一岡山中学校に改称、現：岡山県立岡山朝日高等学校）、第六高等学校を経て、1928年（昭和3年）に京都帝国大学工学部電気工学科を卒業。当初、指導教官から日本電力への就職を紹介されたが、その年度の新卒採用がなかったため、代わりに紹介された京阪電気鉄道に入社した。当時京阪電気鉄道は、新京阪鉄道（現：阪急京都本線）の建設、名古屋急行電鉄の設立準備などをおこなっていた時期であったため、前例のない50余名もの大学・専門学校生を採用しており、のちに阪急電鉄社長を務めた森薫も同窓・同期で新京阪に入社している。入社後、車両課車両係に配属されて佐藤一男車両課長のもと、16号貴賓車や、勾配線における日本最初の回生制動を装備した京津線50型　これも日本最初の連接車である60型びわこ号などの開発に参加した。1936年（昭和11年）には運輸部車両課設計掛長、1941年（昭和16年）には車両部第二課長、1942年（昭和17年）には技術部次長と車両・技術関係の役職を歴任した。社業の傍ら、1943年（昭和18年）には佐藤一男の後任として、母校である京都帝大工学部の非常勤講師（当時電気工学科には電気鉄道の科目が必修としてあった）に就任し、戦後の1969年（昭和44年）まで務めた。
1943年（昭和18年）、陸上交通事業調整法により京阪電気鉄道は阪神急行電鉄と合併して京阪神急行電鉄となる。この時期の青木は企画局第四部長や守口工場長、守口車両部長などを担当。1949年（昭和24年）、京阪神急行電鉄から分離する形で京阪電気鉄道が再発足すると取締役（車両部長兼務）に就任。技術、運輸、大津の担当役員を務め、また社務総括役員として村岡四郎社長を補佐した。
1966年（昭和41年）8月に起きた蒲生信号所列車衝突事故を教訓に、1967年（昭和42年）9月、運転保安委員会が設置されると初代委員長を務め、のちに社長就任後保安監査部を設置し『事故のない京阪電車』声価を確立する基礎を確立した。
1975年（昭和50年）6月、同年5月に在任中死去した村岡の後任として社長に就任する。
就任時、3つの経営目標を誓う。
- 鴨東線の着工と早期竣工
- 京阪電鉄の鉄道事業としての社会使命と責任の遂行
- 京阪電鉄とグループ各社を打って一丸とする企業集団を形成し、多彩な事業を展開して、総合的な拡大発展を図る。

村岡社長時代に着工された寝屋川信号所・土居駅間の高架複々線化工事（1982年完成）や京阪線の電車線1500Vへの昇圧（1983年実施）、三条駅・東福寺駅間の地下化工事などのプロジェクトに取り組んだ。長年の構想であった鴨東線については採算、技術面などの困難を克服し、1984年（昭和59年）11月に着工した。また、京阪百貨店の開店（1985年）など多彩な事業展開を行った。
1980年（昭和55年）2月に発生した置き石による脱線事故が起きると、沿線へのフェンスの設置などの対応策を取っている。
1985年（昭和60年）、会長に就任。この頃より健康を害し、療養生活を送った。1987年（昭和62年）に相談役となり、1991年7月に肺梗塞のため死去。鴨東線は生前の1989年10月に開通している。

## 受賞
- 1969年11月 藍綬褒章
- 1991年 3月 勲二等瑞宝章

## 著書
- 『最新電車入門』電気書院（電気工学入門新書）、1958年